# Diedrocephala pulcherrima
Diedrocephala pulcherrima är en insektsart som beskrevs av Blanchard 1840. Diedrocephala pulcherrima ingår i släktet Diedrocephala och familjen dvärgstritar. Inga underarter finns listade i Catalogue of Life.